# Mahenes multifasciatus
Mahenes multifasciatus là một loài bọ cánh cứng trong họ Cerambycidae.